# امی، اویز
امی، اویز (به فرانسوی: Amy, Oise) یک کامین در فرانسه است که در Canton of Lassigny واقع شده‌است.

## خصوصیات
امی ۱۲٫۵۸ کیلومترمربع مساحت و ۳۷۳ نفر جمعیت دارد و ۸۰ متر بالاتر از سطح دریا واقع شده‌است.